# پونتیدا
پونتیدا (به ایتالیایی: Pontida) یک منطقهٔ مسکونی در ایتالیا است که در استان برگامو واقع شده‌است.

## خصوصیات
پونتیدا ۱۰٫۱ کیلومترمربع مساحت و ۳٬۱۱۲ نفر جمعیت دارد و ۳۱۳ متر بالاتر از سطح دریا واقع شده‌است.